# Ric Ocasek
Ric Ocasek, rodným jménem Richard T. Otcasek (23. března 1944 Baltimore, Maryland, USA – 15. září 2019, New York, USA), byl americký zpěvák, kytarista, skladatel a hudební producent. 

## Životopis
Rodová kniha pro Steierdorf-Anina Banát uvádí, že jeho dědeček August Ocasek se narodil 6. září 1886 v Anině v Rumunsku. Zemřel 11. listopadu 1957 v Clevelandu. Jeho pradědeček Josef Ocásek se narodil v roce 1857 v obci Skomelno v Čechách. Rodina se přestěhovala z Rumunska do Ameriky (Cleveland, Ohio) v roce 1906 a jeho otec Theodore se zde narodil 16. ledna 1921. Rodina byla katolická. Vysokoškolsky vzdělaný otec pracoval v Lewisově výzkumném centru jako  systémový analytik a spolupracoval s NASA. Zemřel v San Diegu v Kalifornii 2. července 2003. 
Rick absolvoval v roce 1963 střední školu a začal studovat na Bowling Green State University, kterou kvůli hudbě opustil. Svou kariéru zahájil počátkem sedmdesátých let ve folkové skupině Milkwood. V roce 1976 spoluzaložil skupinu The Cars, ve které působil až do jejího rozpadu v roce 1988 a od roku 2010, kdy byla skupina obnovena, v ní působil opět. Od roku 1982 rovněž vydává alba pod svým jménem; prvním z nich bylo Beatitude a zatím posledním pak Nexterday z roku 2005. Rovněž působil jako producent; spolupracoval tak například se skupinami Bad Religion, Weezer nebo No Doubt. 
V roce 2015 se podílel na albu Like a Puppet Show herce Johna Malkoviche.

### Osobní život
Byl třikrát ženatý a z každého manželství zanechal 2 syny. Z prvního manželství s Constance Campbell (1963-1971) pochází jeho nejstarší syn, rockový zpěvák Christopher (* 1964), který se mj. objevil jako sólista ve filmu Pretty Woman (1990), a druhorozený Adam (* 1970). Z druhého manželství se vzdálenou příbuznou Suzanne Otcasek (1971-1988) pocházejí synové Eron (* 1973) a Derek (* 1981). 
Jeho třetí manželkou byla od roku 1989 modelka a herečka Pavlína Pořízková, původem z Československa. Jejich synové jsou Jonathan Raven (* 1993) a Oliver (* 1998).

### Smrt a pozůstalost
Mrtvého Rica Ocaska našla jeho manželka Paulina v jejich newyorském městském bytě, který sdíleli i poté, co se v roce 2017 rozešli. Soudní lékař konstatoval, že Ocasek zemřel přirozenou smrtí, spojenou s infarktem myokardu a ischemickou chorobou srdce, z nichž se zotavoval po operaci. Ric Ocasek v závěti vydědil dva syny z prvního manželství a třetí manželku Paulinu s odůvodněním, že ho před operací v roce 2017 opustila. Pozůstalostní řízení trvalo do října 2021. Paulina Pořizkova je po ukončení komentovala slovy, že bylo rozhodnuto tak, jak ukládá zákon státu New York.

## Sólová diskografie
- Beatitude (1982)
- This Side of Paradise (1986)
- Fireball Zone (1991)
- Quick Change World (1993)
- Negative Theater (1993)
- Troublizing (1997)
- Nexterday (2005)